# Christoph Karl Stübel
Christoph Karl Stübel (* 3. August 1764 in Pausitz; † 5. Oktober 1828 in Dresden) war ein deutscher Rechtswissenschaftler.

## Leben
Christoph Karl wurde als Sohn des Pastors Gottfried Immanuel Stübel und der Christiane Erdmuthe Tittmann geboren. Nach dem frühen Tod seines Vaters besuchte er zuerst die Schule in Wurzen. 1779 bezog er das Gymnasium in Torgau und immatrikulierte sich am 6. April 1781 (als ex privatim Rector) an der Universität Wittenberg. Er begann 1785 ein juristisches Studium, wurde durch seinen Onkel Karl Christian Tittmann unterstützt und erwarb sich mit der Dissertation de fatisfactione personis,inprimis feminis illustribus, de injuriis acceptis praestandaam am 22. September 1788 sein Examen zum Notar. Stübel habilitierte sich 1789 an der Wittenberger Akademie und promovierte am 17. Februar 1791 mit der Schrift Quatenus actiones religioni non convenientes ex principiis juris publici universalis poenis criminalibus coerceri possint ? Diss. Inauguralis, quam pro summis in utroque Jure Honoribus capessendis zum Doktor der Rechtswissenschaften.
Am 1. Juni 1795 übernahm er die außerordentliche Professur für das sächsische Recht, 1796 die ordentliche Professur der Institutionen, damit verbunden wurde er Beisitzer der juristischen Fakultät, sowie des Schöppenstuhls. 1802 übernahm er den Katheder für das Digestum infortatum et novum, damit verbunden wurde er Assessor am Wittenberger Konsistorium und nach Gottlieb Wernsdorf II. Tod trat er am 21. April 1803 die Lehrkanzel des Dignestum Vetus an. 1807 lehnte er einen Ruf an die Universität Landshut ab, wofür er durch seinen Landesherrn 1810 mit dem Titel als Hofrat belohnt wurde. Zudem bekleidete er im Sommersemester 1799 und 1803 das Rektorat der Wittenberger Akademie.
Nach der Einstellung des Wittenberger Universitätsbetriebs 1815, ging er an die Universität Leipzig als Professor der Rechte, arbeitete dort mit am Entwurf eines neuen Strafgesetzbuches für das Königreich Sachsen mit und man ernannte ihn 1817 zum königlich sächsischen Justizrat. Obwohl er die Genugtuung hatte 1815 die Prinzen Friedrich, Klemens und Johann durch Vorlesungen mit den Rechtswissenschaften vertraut gemacht zu haben, trat er 1819 von seinen Lehrtätigkeiten zurück und beschäftigte sich zunehmend mit gesetzgeberischen Arbeiten. In seinem 65. Lebensjahr verstarb der bedeutendste sächsische Strafrechtler seiner Zeit, an einem schweren chronischen Leiden.

## Werkauswahl
- Ueber den Thatbestand der Verbrechen
  - Ueber den Thatbestand der Verbrechen, die Urheber derselben und die zu einem verdammenden Endurtheile erforderliche Gewißheit des erstern, besonders in Rücksicht der Tödtung, nach gemeinen in Deutschland geltenden und Chursächsischen Rechten. Von D. Christoph Carl Stübel, Churfürstlich Sächsischem Hofgerichts- und Consistoralassesor, des Schöppenstuhls und der Juristenfacultät Beysitzer und der Rechte ordentlicher Professor auf der Universität zu Wittenberg, Wittenberg: Zimmermann, 1805 (books.google.de).
- Das Criminalverfahren in den deutschen Gerichten, mit besonderer Rücksicht auf das Königreich Sachsen wissenschaftlich und zum praktischen Gebrauche dargestellt. 5 Bände. Hinrichs, Leipzig 1811. (Digitalisat Band 1), (Band 2), (Band 3), (Band 4), (Band 5)
- Über gefährliche Handlungen als für sich bestehende Verbrechen. im Archiv für Kriminalgeschichte.
- Ueber die Teilnahme mehrerer Personen an einem Verbrechen- 1827 Aufsatz
- System des allgemeinen peinlichen Rechts mit Anwendung auf die in Chursachsen geltenden Gesetze. 1795
- Grundsätze zu der Vorlesung über den allgemeinen Theil des deutschen und chursächsischen Criminalrechts, nebst einer Einleitung und Uebersicht der ganzen Criminalrechtswissenschaft. Tzschiedrich, Wittenberg o. J. (Digitalisat)

## Denkmal
Der Bildhauer Hans Hartmann schuf das Bronzerelief für einen „Christoph Karl Stübel-Gedächtnisbrunnen“, der im Jahre 1901 in Dresden errichtet wurde.